# Albert Quadrelli
Albert Quadrelli (ur. w połowie XI wieku w Rivolta d’Adda) – biskup Lodi, później Mediolanu. Zaangażowany po stronie papieża Aleksandra III w walkę z antypapieżem Paschalisem III. Uczestnik soboru laterańskiego III. Zmarł w 1173 lub 1179 roku. Pamiętany jako gorliwy duszpasterz i dobroczyńca, który jak niesie podanie, nikomu nie odmówił pomocy.
W ikonografii przedstawiany jest w szatach arcybiskupich. Jego atrybutem jest sakiewka symbolizująca dobroczynność świętego.